# Israel Shipyards
Israel Shipyards és una empresa israeliana que gestiona una de les majors drassanes i instal·lacions de reparació en la Mediterrània oriental. La companyia també opera el primer i únic port de propietat privada a Israel. Les instal·lacions de l'empresa es troben en el Port de Kishon, a prop de Haifa), i inclouen un dic sec flotant, amb 20.000 tones de capacitat de càrrega i un moll de 900 metres de llarg i 12 metres de profunditat d'aigua.